# Deidade lunar
Uma deidade lunar, também chamada de deus(a) da lua, deus(a) lunar ou deus(a)-lua, é uma entidade divina que representa ou personifica a lua ou um aspecto lunar. A adoração à lua e os cultos lunares que dela derivam são academicamente chamados de selenolatria.
Deidades lunares podem ser encontrados ao longo da História escrita em várias formas. Culturas que davam especial destaque a cultos lunares vão desde os antigos semitas e árabes, perpassando pelos greco-romanos até as civilizações meso-americanas.
Nos mitos gregos, Selena e a deusa caçadora Artêmis são ambas consideradas deusas lunares, sendo Selena quem deu origem ao termo selenolatria e o equivalente grego do deusa romana Luna, da qual as línguas latinas derivaram o termo que usam para denotar o astro até hoje.

## Os lunáticos
Na Grécia antiga, além de um nome próprio para a lua, Selena também era um substituto de mênê, sinônimo de lua que também era usado para denotar "mês", provavelmente por um tabu linguístico, uma vez que a lua estava ligada a um mundo perigoso e maléfico, como atesta o verbo grego antigo e coiné selêniazein, "ser ferido pela lua, tornar-se lunático, isto é, epiléptico, convertendo-se desse modo em adivinho ou feiticeiro". Com a incorporação dos mitos gregos pelo mundo romano, crendices como as dos malefícios lunares acabaram inevitavelmente incluídas.
A evidência da crendice nos poderes maléficos lunares foi registrada pelos antigos evangelistas em duas passagens importantes do Evangelho de Mateus, Mateus 4:24 e Mateus 17:15. Na primeira, diz o texto: "e espalhou-se a sua fama (de Jesus) por toda a Síria e trouxeram-lhe todos os que tinham algum mal, possuídos de vários achaques e dores, os possessos, os lunáticos [selêniazoumenous], os paralíticos e curava-os". No segundo, "tendo ido para jundo do povo, aproximou-se dele um homem que se lançou de joelhos diante dele, dizendo: 'Senhor, tem piedade de meu filho, porque é lunático [hoti selêniazetai] e sofre muito".